# Simboli di Torregrotta

Stemma comunale di Torregrotta

I simboli di Torregrotta sono tutti quei simboli che identificano la città di Torregrotta. Lo stemma e il gonfalone adottati ufficialmente dal comune di Torregrotta hanno un'iconografia ispirata alle origini contadine della comunità il cui simbolo più iconico è rappresentato dall’ulivo.

## Simboli ufficiali

Gonfalone di Torregrotta

### Stemma
L'emblema araldico raffigurante in sequenza un ulivo d’oro, un grappolo d’uva, una spiga di grano e una pecora d’argento è stato assunto quale stemma comunale di Torregrotta con deliberazione del consiglio comunale n. 84 dell'11 novembre 1977 e concesso con decreto del presidente della Repubblica in data 15 marzo 1978. La blasonatura, così come riportata nel D.P.R. di concessione, è la seguente:
(Descrizione araldica dello stemma)
Lo stemma di Torregrotta è l'emblema figurativo delle origini contadine della città, le cui quattro figure predominanti connotano simbolicamente le attività agricole e di allevamento che nel corso della storia e fino al secolo scorso hanno costituito la principale fonte di prosperità per i torresi.

### Gonfalone
Il Gonfalone di Torregrotta è il vessillo ufficiale del Comune di Torregrotta stabilito con decreto del presidente della Repubblica 15 marzo 1978:
(Descrizione araldica del gonfalone)
L'utilizzo di esso è disciplinato dallo Statuto Comunale.

## Stemma storico

Stemma storico di Torregrotta

La sintesi figurata delle vicende storiche del territorio torrese è delineata nello stemma storico della città proposto da un gruppo di studiosi nel 1993 con la seguente blasonatura:
(Descrizione araldica dello stemma storico)
La simbologia utilizzata esprime nell'icona mariana il feudo di Santa Maria della Scala e nella torre, che costituisce richiamo all'edificio da cui ha avuto origine il toponimo, il casato dei Valdina. L'accostamento delle due figure rappresenta anche l'unicità dell'odierna città.